# オモダカ
オモダカ（沢瀉・澤瀉・面高、学名: Sagittaria trifolia L.）は、オモダカ科オモダカ属の水生植物である。ハナグワイ、サンカクグサ、イモグサ、オトゲナシなど多くの別名がある。オモダカの語源ははっきりとはしておらず、人の顔に似た葉を高く伸ばしている様子を指して「面高」とされたとも、中国語で湿地を意味する涵澤（オムダク）からとられたとも言われる。

## 分布
アジアと東ヨーロッパの温帯域から熱帯域に広く分布し、日本でも各地で見られる。水田や湿地、ため池などに自生する。

## 生態
春に、種子と塊茎から発芽する。発生初期は線形の葉をつけるが、生長が進むと矢尻形をした葉をつける。葉の長さは最大で60cmほどになるが、葉の形態は種内変異に富む。花は単性花で、雌雄同株、白い花弁を3枚つける。楕円形の種子には翼をもつ。また種子のほかに、地中に伸ばした地下茎の先に塊茎をつけ、それによって繁殖する。染色体数は2n=22。

## 類似種
同じオモダカ属のアギナシとよく似ているが、アギナシは根元に粒状の球芽（むかご）を多数形成する一方で地下には走出枝を出さないが、オモダカは走出枝を出し、球芽をつけることはないため、草体を引き抜けば区別できる。そのほか、アギナシの花は葉より高い位置につくという傾向や、オモダカでは矢尻型の葉の先が尖るのに対してアギナシでは先が丸みを帯びるという点も異なるが、花の位置や葉の形態には変異が大きく決め手とはなりがたい。また、アギナシは「顎無し」の名の通り、矢尻型でないヘラ状の葉をつけることも多いが、同様の葉はオモダカでも見られるため、ヘラ状の葉の有無では区別できない。

## 人間との関係
日本では昔から愛されている花で、平安時代には蒔絵の紋様にも描かれた。源平の武士たちの武具や衣服にもよく登場する。
オモダカは観賞用に栽培されることもあるが、通常利用されることは少ない。前述のように種子のほかに塊茎でも繁殖するため、難防除性の水田雑草として扱われることもある。ただし、オモダカの栽培変種であるクワイは、塊茎が肥大化して食用となるため栽培され、おせち料理などに利用される。クワイはその外形から「芽が出る」ことを連想させるため、縁起物として扱われる。日本では、オモダカの葉や花を図案化した沢瀉紋（おもだかもん）という種類の家紋がある。また、1999年から2014年まで販売された慶事用の切手（90円）にも、ツルと共にオモダカの文様が描かれていた。

## 参考画像

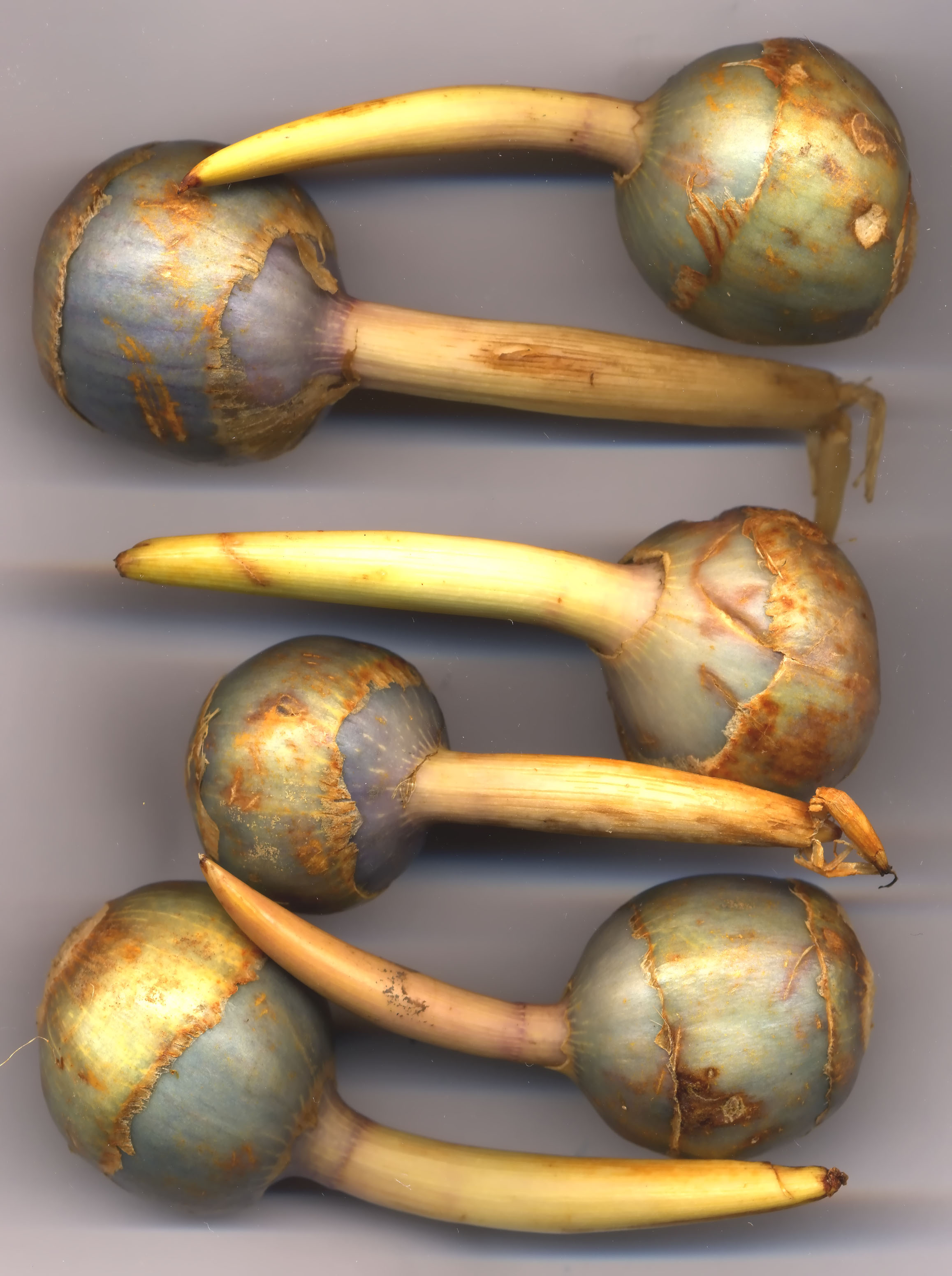
クワイ
福島家の家紋、福島沢瀉